# Doktryna Ulbrichta

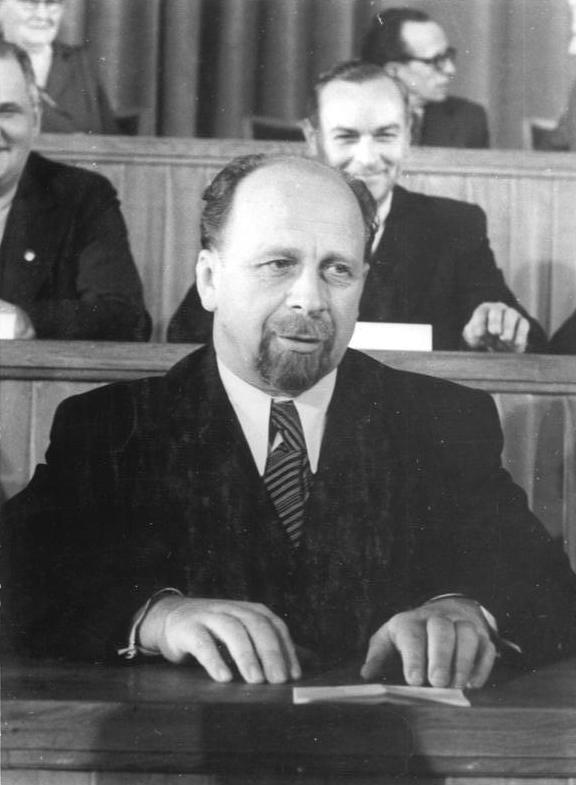
Walter Ulbricht

Doktryna Ulbrichta (od przywódcy NRD, Waltera Ulbrichta) – twierdzenie, że normalne stosunki dyplomatyczne między NRD i RFN mogą mieć miejsce tylko wtedy, jeśli oba te kraje w pełni uznają wzajemną suwerenność. Było to przeciwieństwo doktryny Hallsteina, według której RFN było jedynym państwem uprawnionym do reprezentowania Niemiec za granicą. Doktrynę Ulbrichta akceptowały inne państwa komunistyczne. W lutym 1967 roku NRD wezwała ministrów spraw zagranicznych państw Układu Warszawskiego do przyjęcia rezolucji, która stwierdzała, że żaden z członków bloku nie powinien normalizować stosunków z RFN, jeśli NRD nie zrobi tego wcześniej. Sojusznicze państwa socjalistyczne zgodziły się na to rozwiązanie.
RFN ostatecznie porzuciła doktrynę Hallsteina, zamiast tego realizując Ostpolitik.  W grudniu 1972 roku NRD i RFN podpisały tzw. Traktat Podstawowy (Grundlagenvertrag), który potwierdzał istnienie dwóch państw niemieckich jako odrębnych podmiotów. Na mocy tego traktatu państwa te wstąpiły również do ONZ.